# Greg Germann

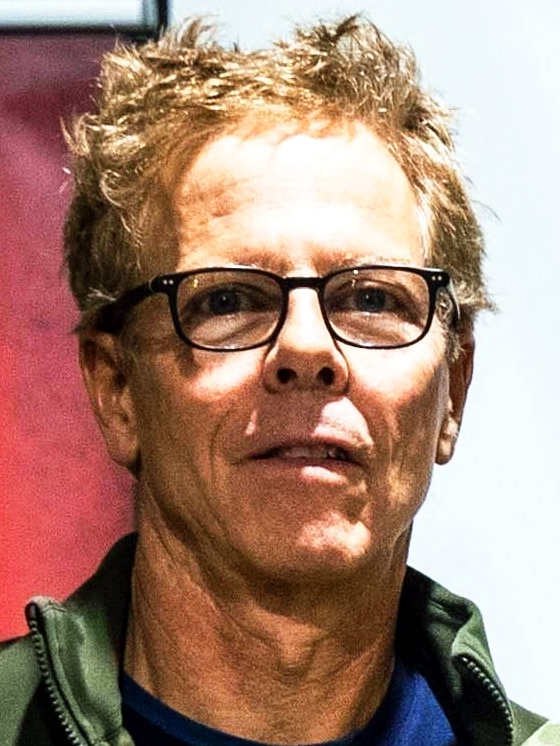

Gregory Andrew Germann, detto Greg (Houston, 26 febbraio 1958), è un attore statunitense, noto per il ruolo di Richard Fish nella serie televisiva Ally McBeal, per quello di Ade nella serie C'era una volta e di Tom Koracick nel medical drama Grey's Anatomy.

## Carriera
Iniziò a recitare in rappresentazioni teatrali mentre frequentava la University of Northern Colorado. In seguito recitò in diverse opere a Broadway, come il musical Assassins, The Person I Once Was e War Games. Ottenne poi diverse parti in film e show per la televisione statunitense, inclusa la sitcom Ned and Stacey. Nel 2006 è stato anche guest star nella serie della ABC Desperate Housewives. Ha inoltre diretto parecchi episodi della serie Ally McBeal.

## Vita privata
È sposato con l'attrice Christine Mourad, dalla quale ha avuto un figlio, Asa, nato nel 1997.

## Filmografia parziale

### Cinema
- Prostituzione (Streetwalkin), regia di Joan Freeman (1985)
- Regina senza corona (Miss Firecracker), regia di Thomas Schlamme (1989)
- La bambola assassina 2 (Child's Play 2), regia di John Lafia (1990)
- Ancora una volta (Once Around), regia di Lasse Hallström (1991)
- Sotto il segno del pericolo (Clear and Present Danger), regia di Phillip Noyce (1994)
- Sweet November - Dolce novembre (Sweet November), regia di Pat O'Connor (2001)
- Ritorno dal paradiso (Down to Earth), regia di Chris Weitz, Paul Weitz (2001)
- Joe Somebody, regia di John Pasquin (2001)
- Down and Derby, regia di Eric Hendershot (2005)
- Il ritorno dei ragazzi vincenti (The Sandlot 2), regia di David M. Evans (2005)
- Più grande del cielo (Bigger Than the Sky), regia di Al Corley (2005)
- Friends with Money, regia di Nicole Holofcener (2006)
- Ricky Bobby - La storia di un uomo che sapeva contare fino a uno (Talladega Nights: The Ballad of Ricky Bobby), regia di Adam McKay (2006)
- Quarantena (Quarantine), regia di John Erick Dowdle (2008)
- Bolt - Un eroe a quattro zampe (Bolt), regia di Chris Williams e Byron Howard (2008) – voce
- Colpi da maestro (Here Comes the Boom), regia di Frank Coraci (2012)
- Duri si diventa (Get Hard), regia di Etan Cohen (2015)
- Time Toys, regia di Mark Rosman (2016)
- Foster Boy, regia di Youssef Delara (2018)
- 57 secondi (57 Seconds), regia di Rusty Cundieff (2023)

### Televisione
- Miami Vice – serie TV, episodio 5x17 (1989)
- Ned and Stacey – serie TV, 47 episodi (1995-1999)
- Ally McBeal – serie TV (1997-2002)
- Marito in prestito (Family Plan), regia di David S. Cass Sr. – film TV (2005)
- Eureka – serie TV, 1 episodio (2006)
- Desperate Housewives – serie TV, 1 episodio (2006)
- Ghost Whisperer - Presenze (Ghost Whisperer) – serie TV, episodio 5x08 (2009)
- CSI - Scena del crimine (CSI: Crime Scene Investigation) – serie TV, 1 episodio (2009)
- Spectacular!, regia di Robert Iscove – film TV (2009)
- CSI: NY – serie TV, episodio 6x02 (2009)
- Aiutami Hope! (Raising Hope) – serie TV, 3 episodi (2010-2013)
- Hawaii Five-0 – serie TV, 1 episodio (2011)
- House of Lies – serie TV, 6 episodi (2012)
- Drop Dead Diva – serie TV,  episodio 4x13 (2012)
- Law & Order - Unità vittime speciali (Law & Order: Special Victims Unit) – serie TV, 4 episodi (2013-2017)
- NCIS - Unità anticrimine (NCIS) – serie TV, 3 episodi (2013)
- Blue Bloods – serie TV, 1 episodio (2014)
- Le regole del delitto perfetto (How To Get Away With Murder) – serie TV, 1 episodio (2014)
- Chasing Life – serie TV, 3 episodi (2015)
- Limitless – serie TV, 2 episodi (2015-2016)
- C'era una volta (Once Upon a Time) – serie TV, 10 episodi (2015)
- Brooklyn Nine-Nine – serie TV, episodio 4x14 (2017)
- Compagni di università (Friends from College) – serie TV, 9 episodi (2017-2019)
- Grey's Anatomy – serie TV, 60 episodi (2017-2021)
- L'estate in cui imparammo a volare (Firefly Lane) – serie TV (2022)
- Will Trent – serie TV, 4 episodi (2023-2024)

## Doppiatori italiani
Nelle versioni in italiano delle opere in cui ha recitato, Greg Germann è stato doppiato da:
- Francesco Prando in Friends with Money, Medium, Duri si diventa, House of Lies, Law & Order - Unità vittime speciali (st. 15), Compagni di università, Will Trent, 57 secondi
- Fabrizio Pucci in Marito in prestito, Grey's Anatomy, Station 19
- Massimo Lodolo in CSI: NY, Hawaii Five-0, C'era una volta
- Sandro Acerbo in Ancora una volta, Quarantena
- Angelo Maggi in Joe Somebody, L'estate in cui imparammo a volare
- Vittorio Guerrieri in NCIS - Unità anticrimine, Foster Boy
- Gianni Bersanetti in La bambola assassina 2
- Claudio Beccari in Ally McBeal
- Danilo De Girolamo in Sweet November - Dolce novembre
- Francesco Caruso Cardelli ne Il ritorno dei ragazzi vincenti
- Massimo Rinaldi in Più grande del cielo
- Roberto Gammino in Ricky Bobby - La storia di un uomo che sapeva contare fino a uno
- Loris Loddi in Desperate Housewives
- Edoardo Nevola in CSI - Scena del crimine
- Oreste Baldini in Ghost Whisperer - Presenze
- Federico Danti in Spectacular!
- Guido Di Naccio in Group Sex
- Roberto Certomà in Colpi da maestro
- Vladimiro Conti in Blue Bloods
- Christian Iansante ne Le regole del delitto perfetto
- Fabio Gervasi in Time Toys
- Edoardo Nordio in Law & Order - Unità vittime speciali (ep. 14x17)

Da doppiatore, viene sostituito da:
- Franco Mannella in Bolt - Un eroe a quattro zampe